# Kirchspiel Sendenhorst
Kirchspiel Sendenhorst war bis 1967 eine Gemeinde im Kreis Beckum im Regierungsbezirk Münster in Nordrhein-Westfalen. Die Gemeinde war eine der für das Münsterland typischen „Kirchspielgemeinden“, die das bäuerliche Umland eines städtischen Kirchorts umfassten.

## Geographie
Die Gemeinde Kirchspiel Sendenhorst umfasste ringförmig die Stadt Sendenhorst. Zu ihr gehörten die Bauerschaften Elmenhorst, Hardt, Jönsthövel, Brock, Sandfort, Bracht und Rinkhöven.

## Geschichte
Die Gemeinde Kirchspiel Sendenhorst gehörte bis 1955 zum Amt Vorhelm und anschließend bis 1967 zum Amt Sendenhorst im Kreis Beckum. Zum 1. Januar 1968 wurde die Gemeinde in die Stadt Sendenhorst eingegliedert.

### Wappen
| Wappen der früheren Gemeinde Kirchspiel Sendenhorst | Blasonierung: „Das Wappen zeigt auf goldenem (gelbem) Felde einen roten doppelt gezinnten Schrägbalken (Wechselzinnenbalken).“ |
| Wappen der früheren Gemeinde Kirchspiel Sendenhorst | Wappenbegründung: Das Wappen wurde am 9. Dezember 1937 vom Oberpräsidenten der preußischen Provinz Westfalen verliehen. Der Wechselzinnenbalken stammt aus dem Wappen der Herren von Schorlemer, welche möglicherweise ihren Ursprung im Kirchspiel hatten. Die Farben Rot und Gold entstammen dem Wappen des Hochstifts Münster. |

## Einwohnerentwicklung
| Jahr | Einwohner |
| ---- | --------- |
| 1871 | 0881      |
| 1885 | 0874      |
| 1895 | 0882      |
| 1910 | 0836      |
| 1939 | 0808      |
| 1946 | 1398      |
| 1950 | 1417      |
| 1967 | 0985      |